# Adélaïde de Savoie (1052-1079)
Pour les articles homonymes, voir Adélaïde de Savoie.
Adélaïde dite de Savoie, également  de Maurienne et de Turin, née avant ou vers 1047/1053 et morte vers 1079, est une aristocrate issue de la dynastie des Humbertiens, qui par mariage, devient duchesse de Souabe.

## Biographie

### Origines
Adélaïde, dite de Maurienne, de Turin ou de Savoie, est née à une date inconnue, la tradition donne la période 1047 et 1053. Elle est la fille du comte en Maurienne et marquis de Suse et d'Italie Othon Ier, issu de la dynastie des Humbertiens, et de Adélaïde de Suse, de la lignée des marquis arduinides,. Elle relève le prénom de sa mère.
Elle est la sœur de Pierre, qui succède à son père à la tête de la principauté, et d'Amédée qui relève son frère, de Othon ou Odon, évêque d’Asti et de Berthe de Turin, qui épouse en 1066 Henri de Franconie, futur empereur.

### Mariage avec le duc de Souabe
Adélaïde de Savoie épouse vers 1061/62 (site de généalogie Foundation for Medieval Genealogy) ou 1067 (le site sabaudia.org), Rodolphe de Rheinfelden, duc de Souabe. Il s'agit du second mariage pour Rodolphe de Rheinfelden, qui avait épousé à la suite de son Mathilde de Franconie, fille de Henri III du Saint-Empire, décédée en 1060.
Le couple a six enfants, :
- Adélaïde (1063/1065 † 3 mai 1090), mariée en 1077 à Ladislas Ier, roi de Hongrie ;
- Berthold († 18 mai 1090), duc de Souabe ;
- Agnès († 19 décembre 1119), mariée à Berthold II de Zähringen, duc de Souabe ;
- Berthe, mariée à Ulrich X, comte de Bregenz ;
- Otton ;
- Bruno, moine à Hirsau, puis abbé d'Ussenhofen.

De 1077 à 1080, son époux, le duc Rodolphe de Rheinfelden, appuyé par le pape Grégoire VII, revendiqua la couronne impériale contre Henri IV, époux de sa sœur Berthe.
On attribue parfois à Adélaïde un mariage avec Guigues II d'Albon, nommé Guigues IV sur les sites sabaudia.org ou celui de la Foundation for Medieval Genealogy.